# Epiparachma notabila
Epiparachma notabila är en fjärilsart som beskrevs av Hans Georg Amsel 1956. Epiparachma notabila ingår i släktet Epiparachma och familjen mott. Inga underarter finns listade i Catalogue of Life.